# 天津站站
天津站站是一个位于中国天津市河东区春华街道天津站后广场地下，属于天津地铁2号线、3号线与9号线的地铁换乘站，2号线与9号线站台沿东西方向布置，3号线站台沿南北方向布置。本站是天津地铁第一个启用的三线换乘车站。

## 车站结构
天津站站厅位于天津站后广场地下二层，站厅设有地铁客服中心，可为乘客提供人工购票、地铁储值卡的发售充值、失物招领等服务。另外，站厅内还设有自动售票机、验票机、自动取款机等自助服务设施。2号线与9号线站台位于地下三层，呈东西方向平行布置，2号线为侧式站台，9号线为西班牙式站台，其中2号线滨海国际机场站方向可与9号线东海路站方向跨月台转乘。3号线站台位于地下四层，呈南北方向布置。本站所有站台均设有全高式屏蔽门。同时，本站地下四层设计有2号线与9号线换乘通道，但因不明原因推迟至2021年才启用。
| 地面     | 出入口、火车站                               | 2—10出入口、天津站                                     | 2—10出入口、天津站                                     |
| 地下一层 | 国铁站厅                                     | 天津站地下售票处、进站口、出站口、天津站地下通道、商铺 | 天津站地下售票处、进站口、出站口、天津站地下通道、商铺 |
| 地下二层 | 站厅                                         | 客服中心、自动售票机、验票机                           | 客服中心、自动售票机、验票机                           |
| 地下三层 | 侧式站台，右側開门将会开启                   | 侧式站台，右側開门将会开启                             | 侧式站台，右側開门将会开启                             |
| 地下三层 | 轨道（北）                                   | █ 2号线往曹庄（建国道意风区）                          | █ 2号线往曹庄（建国道意风区）                          |
| 地下三层 | 轨道                                         | █ 2号线往滨海国际机场（远洋国际中心）                  | █ 2号线往滨海国际机场（远洋国际中心）                  |
| 地下三层 | 岛式站台， █ 2号线右側開门， █ 9号线两側開门 |                                                        |                                                        |
| 地下三层 | 轨道                                         | █ 9号线往东海路（大王庄）                              | █ 9号线往东海路（大王庄）                              |
| 地下三层 | 岛式站台，两側開门                           |                                                        |                                                        |
| 地下三层 | 轨道（南）                                   | █ 9号线（备用轨道）                                    | █ 9号线（备用轨道）                                    |
| 地下三层 | 侧式站台，备用站台                           |                                                        |                                                        |
| 地下四层 | 轨道（东）                                   | █ 3号线往小淀（金狮桥）                                | █ 3号线往小淀（金狮桥）                                |
| 地下四层 | 岛式站台，左側開门                           |                                                        |                                                        |
| 地下四层 | 轨道（西）                                   | █ 3号线往南站（津湾广场）                              | █ 3号线往南站（津湾广场）                              |
| 地下四层 | 换向通道                                     |                                                        |                                                        |

## 车站出口
天津站站厅位于天津站北广场地下二层，所有出站乘客必须先升至地下一层国铁站厅，换乘国铁的乘客可直接在该层购票、进站，其他乘客可通过地下一层的地下通道前往天津站海河广场，或通过后广场出入口前往地面。后广场共设9个出口，以数字2-10编号（其中2口暂不开放），各出口及周围设施如下所示：
|            |      |        |                                                  |
|            |      |        |                                                  |
|            |      |        |                                                  |
| 出口编号   | 照片 | 地点   | 可到达目的地                                     |
| 出口 · 2L  |      | 华碧道 | 暂不开放                                         |
| 出口 · 3L  |      | 华龙道 | 汇和家园                                         |
| 出口 · 4L  |      | 新兆路 | 天津火车站西配楼                                 |
| 出口 · 5L  |      | 新兆路 | 津富广场、惠森花园                               |
| 出口 · 6L  |      | 新兆路 | 裕阳花园                                         |
| 出口 · 7L  |      | 华兴道 | 月坛大厦、裕阳花园                               |
| 出口 · 8L  |      | 华兴道 | 城市之光月光园                                   |
| 出口 · 9L  |      | 华兴道 | 城市之光月光园、通莎客运站、地铁天津站治安派出所 |
| 出口 · 10L |      | 华兴道 | 城市之光月光园、春华街道办事处                   |

## 运营情况
本站是天津地铁开通最早的三线换乘站，并且直接接驳天津站，每天均有非常庞大的人潮在本站线内换乘和进出换乘国铁及长途客车，因此客流量居全网第二位（仅次于营口道站）。虽然地铁车站为在天津站施工时一并建设的，已考虑庞大的人潮，但每天仍不时会出现站内极端拥挤，列车完全挤满人的情况。

## 车站歷史
- 2012年7月1日，2号线分段開通试營運，本站作为东段终点站启用，2号线列车在本站站前折返，仅使用北侧站台；
- 2012年10月1日，3号线開通试營運，本站成为两线换乘车站；
- 2012年10月15日，9号线開通试營運，本站成为天津地铁史上首座三线换乘站[2]；
- 2013年8月28日，2号线建国道站开通，全线贯通运营，2号线南侧站台启用，9号线更改为北侧站台停靠，本站成为天津地铁首个跨月台转乘车站；
- 2015年8月13日，受天津港危化品仓库爆炸事故波及调度中心影响，9号线全线停运[3]；
- 2015年12月16日，9号线恢复天津站至钢管公司站区间运营，9号线本站重新启用[4]；
- 2016年12月31日，9号线全线恢复运营，本站更改为南侧站台停靠，不能与2号线进行跨月台转乘；
- 2017年1月26日，9号线本站改回北侧站台停靠，恢复跨月台转乘功能[5]。